# Joseph Destimo
Joseph Destimo est un boxeur ghanéen né le 22 septembre 1943 à Ho.

## Carrière
Joseph Destimo remporte la médaille d'argent dans la catégorie des poids mouches aux championnats d'Afrique d'Accra en 1964 puis dans la catégorie des poids coqs aux championnats d'Afrique de Lusaka en 1968.
Aux Jeux olympiques d'été de 1968 à Mexico, il est éliminé en quarts de finale dans la catégorie des poids mouches par le Brésilien Servílio de Oliveira.
Il remporte la médaille de bronze dans la catégorie des poids coqs aux championnats d'Afrique de Nairobi en 1972.
Aux Jeux olympiques d'été de 1972 à Munich, il est éliminé au troisième tour dans la catégorie des poids coqs par l'Indonésien Ferry Moniaga (en).